# Bohdan Draganik
Bohdan Tadeusz Draganik (ur. 22 grudnia 1937 w Wilnie, zm. 19 marca 2018) – polski naukowiec, prof. dr hab. nauk przyrodniczych o specjalności biologia ryb, dynamika populacji ryb, ocena wpływu rybołówstwa na stan zasobów eksploatowanych stad.

## Życiorys
Bohdan Draganik urodził się 22 grudnia 1937 w Wilnie. W 1954 podjął studia na Wydziale Rybackim Wyższej Szkoły Rolniczej w Olsztynie. Studia inżynierskie ukończył w 1958, a magisterskie w 1960. W latach 1958–1965 był asystentem technicznym oraz starszym asystentem na macierzystej uczelni, gdzie prowadził m.in. zajęcia z przedmiotu „Systematyka ryb”. W WSR, 14 stycznia 1965, uzyskał stopień doktora nauk przyrodniczych na podstawie pracy „Odżywianie się i wzrost miętusa (Lota lota L.) w wodach Pojezierza Mazurskiego”.
W 1965 Draganik przeniósł się z Olsztyna do Gdyni i podjął pracę w Zakładzie Ichtiologii Morskiego Instytutu Rybackiego, w którym zajmował się badaniem dostępności dla polskiego rybołówstwa stada śledzi Ławicy George’a w kontekście oceny produktywności tego stada i dostosowania do niej nakładu połowowego. W styczniu 1973 wygrał konkurs, ogłoszony przez Międzynarodową Komisję Rybołówstwa Południowo-Wschodniego Atlantyku (ICSEAF), na stanowisko zastępcy sekretarza wykonawczego tej organizacji. W czasie pełnienia funkcji w Madrycie zaprojektował m.in. komputerowy system raportowania, kompilacji, przetwarzania i publikowania statystyk rybackich i biostatystyk. Ponadto był redaktorem rocznika „ICSEAF Collection of Scientific Papers”.
20 czerwca 1974, na podstawie rozprawy habilitacyjnej „Wpływ rybołówstwa na stan zasobów śledzia Ławicy George’a”, otrzymał stopień doktora habilitowanego nauk przyrodniczych w zakresie ichtiologii, przyznany przez Wydział Rybactwa Morskiego i Technologii Żywności Akademii Rolniczej w Szczecinie. W 1978 zakończył pracę w ICSEAF i objął stanowisko kierownika Pracowni Rybołówstwa Przybrzeżnego w Morskim Instytucie Rybackim w Gdyni, a 7 grudnia 1979 został dyrektorem tegoż instytutu. Obowiązki dyrektora pełnił do 1984. Jednocześnie, w latach 1981–1984, był delegatem Polski do Międzynarodowej Rady Badań Morza. W 1984 ponownie podjął pracę w Sekretariacie Komisji na stanowisku zastępcy sekretarza wykonawczego ICSEAF. Głównym sukcesem Draganika było wydanie w 1989 pierwszego wolumenu „ICSEAF Selected papers” i objęcie w nim funkcji redaktora. W 1986 uzyskał tytuł profesora nauk przyrodniczych.
W 1990 powrócił do pracy w Zakładzie Ichtiologii Morskiego Instytutu Rybackiego w Gdyni. Zajmował się badaniami ekologii ryb bałtyckich, zespołami ryb wód przybrzeżnych Bałtyku (metoda rehabilitacji zasobów rybnych oraz zasad ich ochrony w polskiej strefie przybrzeżnej), a ponadto był członkiem zespołu badającego reakcję systemu immunologicznego ryb na stopień zanieczyszczenia środowiska chlorowanymi związkami organicznymi. W ostatnich latach aktywności zawodowej (do 2007) pracował w Zakładzie Zasobów Rybackich MIR. W latach 1991, 1996 i 1998 był koordynatorem międzynarodowych sympozjów poświęconych rybom Bałtyku i rybołówstwu bałtyckiemu.
Był członkiem różnych organizacji, m.in.:
- Rady Naukowej Instytutu Rybactwa Śródlądowego im. Stanisława Sakowicza w Olsztynie,
- Rady Naukowej Morskiego Instytutu Rybackiego,
- Polskiego Towarzystwa Ekologicznego (1981–1983)
- Komitetu Badań Morza PAN (1981–1983)

Został pochowany na cmentarzu Srebrzysko w Gdańsku (rejon XIII-krąg-3-20).

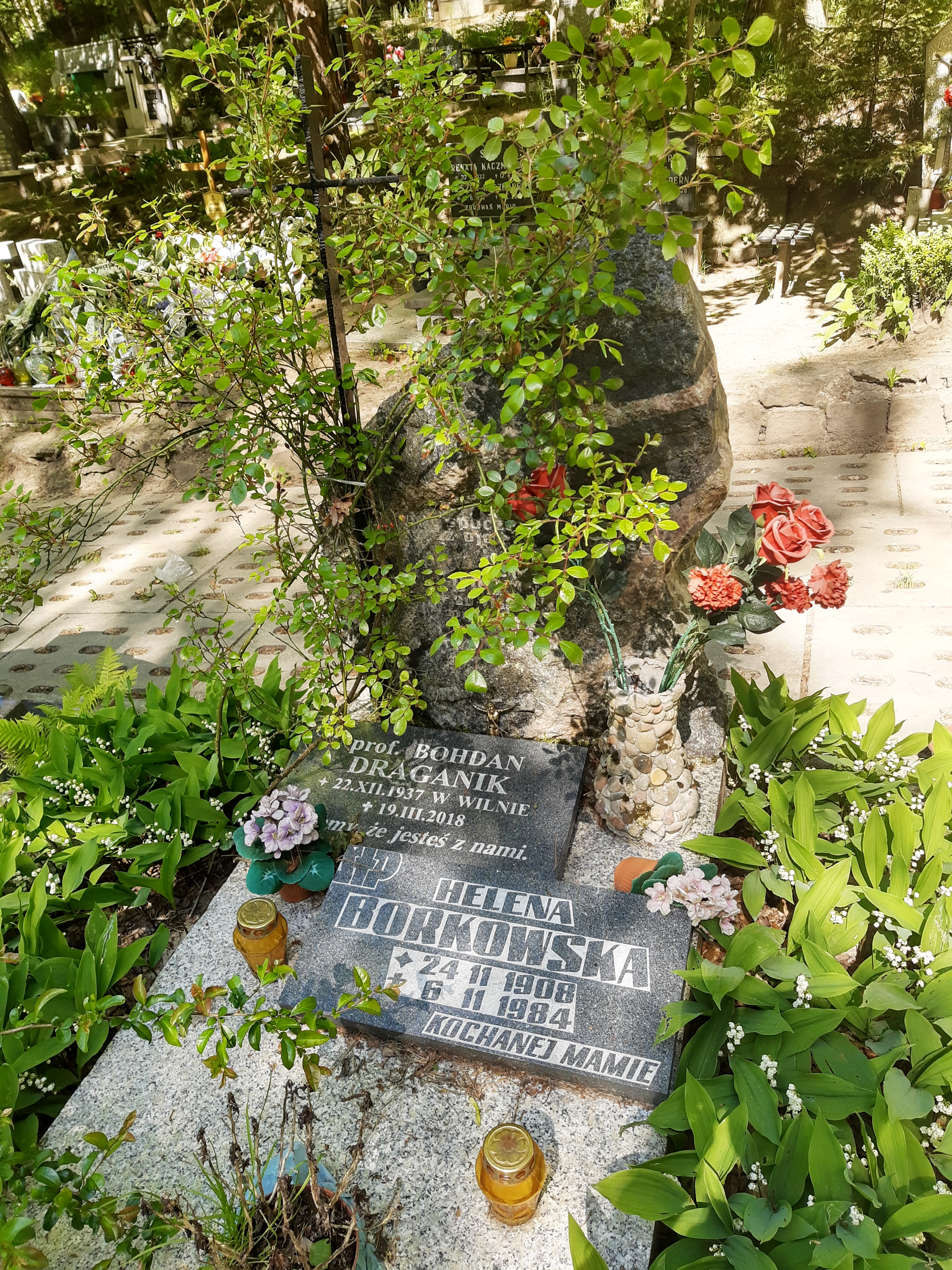
Grób prof. Bohdana Draganika na cmentarzu Srebrzysko

## Publikacje
Dorobek naukowy Bohdana Draganika to ok. 220 prac naukowych i popularnonaukowych. Opublikował m.in.:
- „Charakterystyka eksploatacyjna łowisk śledziowych północno-zachodniego Atlantyku” (1971),
- „Wpływ rybołówstwa na stan zasobów stada śledzia Ławicy George’a” (1973),
- „Rekiny najczęściej spotykane w Atlantyku. Klucz do identyfikacji gatunków” (1983),
- „Growth and age of bigeye and yellowfin tuna in the central Atlantic as per data gathered by R/V Wieczno” (1984),
- „Resources for the Baltic inshore fishery (exclusive of cod, herring and sprat stocks)” (1995),
- „Flounder and eelpout as bioindicators of the contamination level in the cosatal zone” (1996),
- „Wpływ cyklu dojrzewania gonad na wskaźnik kondycji gonadosomatyczny storni” (1997).

## Odznaczenia
- 1979: Złoty Krzyż Zasługi[2],
- 2001: Krzyż Kawalerski Orderu Odrodzenia Polski[2]